# Josef Franke
Josef Franke (Wattenscheid, 12 marzo 1876 – Gelsenkirchen, 16 gennaio 1944) è stato un architetto tedesco appartenente alla corrente dell'espressionismo: a lui si devono numerosi edifici civili e religiosi nella regione della Ruhr e in particolare nella sua città natale Gelsenkirchen.

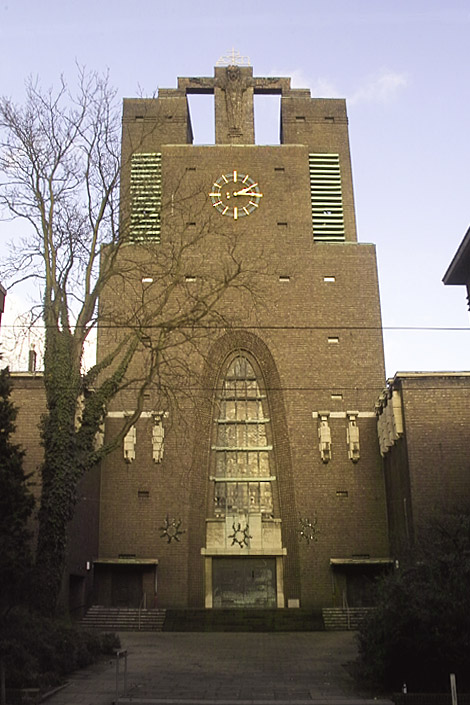
Josef Franke, Chiesa della Santa Croce a Gelsenkirchen

È famoso per le opere che realizzò negli anni venti e per il suo stile che faceva largo uso del mattone nel cosiddetto stile dell'Espressionismo del mattone.

## Vita
Dopo aver lasciato gli studi di base, Franke studiò dapprima alla Höxter Baugewerkschule e poi al politecnico di Charlottenburg, prima di iniziare a lavorare presso la commissione tecnica di Colonia. Dopo questo periodo di apprendistato, venne assunto dallo studio d'architettura di Max e Carl Anton Meckel a Friburgo in Brisgovia. Nel 1904 si mise in proprio con uno studio a Gelsenkirchen dove realizzò il suo secondo progetto, la sua abitazione, terminato nel 1909. Recentemente numerosi progetti di Franke a Gelsenkirchen sono stati riscoperti e valorizzati da pubblicazioni ed esposizioni.
La figlia di Josef è la nota artista e interior designer Margarete Franke.

## Stile
Molti degli edifici realizzati da Franke sono caratterizzati da largo uso del mattone, cifra espressionista piuttosto comune nella Germania degli anni '20: in particolare Franke fa uso di una varietà rosso-brunastra di mattone e lo utilizza per valorizzare, come uno sfondo, i principali elementi di facciata generalmente realizzati in pietra del Reno. Altre caratteristiche di base dello stile di Franke sono l'utilizzo di superfici modulari e di elementi triangolari.